# Ailakkajärvi
Ailakkajärvi eller Ailakahjärvi är en sjö i Finland. Den ligger i kommunen Enontekis i landskapet Lappland, i den norra delen av landet, 1 000 km norr om huvudstaden Helsingfors. Ailakkajärvi ligger 663,7 meter över havet. Arean är 2,96 kvadratkilometer och strandlinjen är 12,93 kilometer lång. Sjön  ingår i Torne älvs huvudavrinningsområde.   Omgivningarna runt Ailakkajärvi är i huvudsak ett öppet busklandskap. Den sträcker sig 3,3 kilometer i nord-sydlig riktning, och 3,4 kilometer i öst-västlig riktning.